# Mrđenovac
Mrđenovac (en serbe cyrillique : Мрђеновац) est un village de Serbie situé sur le territoire de la ville de Šabac, district de Mačva. Au recensement de 2011, il comptait 557 habitants.

## Démographie
| 1948  | 1953  | 1961 | 1971 | 1981 | 1991 | 2002 | 2011 |
| ----- | ----- | ---- | ---- | ---- | ---- | ---- | ---- |
| 1 071 | 1 077 | 939  | 877  | 799  | 730  | 697  | 557  |

|  |